# Eusidama minima
Eusidama minima – gatunek kosarza z podrzędu Laniatores i rodziny Assamiidae. Jedyny znany przedstawiciel monotypowego rodzaju Eusidama.

## Występowanie
Gatunek występuje w rejonie masywu Kilimandżaro w Tanzanii.